# 인피니팩토리
인피니팩토리(Infinifactory)는 잭트로닉스에서 개발하고 배급한 퍼즐 비디오 게임으로, 2015년 6월 30일 마이크로소프트 윈도우, OS X, 리눅스에서 처음 출시되었다. 이 게임은 이후 2015년 12월 플레이스테이션 4로도 출시되었다. 게임에서 플레이어는 외계인에게 납치된 인간의 역할을 맡아, 명백히 사악한 목적으로 특정 물체를 만들기 위한 조립 라인을 건설해야 한다. 이 게임은 잭트로닉스의 이전 게임인 SpaceChem과 인피니마이너의 요소를 결합하여, 3차원 공간에 블록으로 조립 라인을 건설한다.

## 게임 플레이
인피니팩토리는 다양한 작업을 기반으로 한 여러 퍼즐 세트로 구성된 퍼즐 게임이다. 플레이어는 외계 종족에게 납치되어 외계인의 장비 건설을 돕는 인간의 역할을 맡는다. 플레이어는 이 목적을 위해 잡혀온 첫 번째 인물이 아닌 것으로 보이는데, 레벨 곳곳에 다른 납치된 인간의 시체가 있으며, 플레이어는 이 시체를 찾아 마지막 오디오 로그를 들을 수 있다. 게임은 각 세계에 여러 퍼즐이 있는 6개의 세계로 나뉘어 있다. 한 세계에서 지정된 수의 퍼즐을 완료하면 다음 세계로 진행할 수 있으며, 이야기도 진행된다. 모든 퍼즐을 성공적으로 완료하면, 플레이어 캐릭터는 외계 종족에게서 다른 납치된 사람들에 의해 외계 행성에 숨겨진 기지로 구조되어, 다른 납치된 사람들과 함께 행성을 탈출하여 집으로 돌아갈 방법을 찾기 시작한다. 게임의 초기 액세스 기간 동안 추가 챕터가 추가되어 새로운 블록 유형이 추가되고 납치된 사람들의 탈출 시도가 더욱 전개되었다.
각 퍼즐에서 플레이어는 하나 이상의 큐브 유형으로 구성된 여러 개체를 스폰 지점에서 개별 큐브를 지시하고 조립하여 하나 이상의 배달 지점으로 전달하는 임무를 맡는다. 플레이어는 컨베이어 벨트, 조각을 서로 부착하는 용접기, 푸셔와 같은 장치를 트리거하는 센서 등 조립 라인을 구성하는 다양한 구성 요소를 설정하는 데 무제한의 시간을 갖는다. 이 건설 과정은 마인크래프트와 같은 다른 블록 건설 게임과 유사하지만, 배치할 수 있는 블록 수에는 제한이 없다. 플레이어의 시점은 일인칭 시점이며, 제트팩을 사용하여 수직으로 이동하는 것을 포함하여 퍼즐의 풍경을 자유롭게 이동할 수 있다. 플레이어는 조립 라인 건설을 돕거나 방해할 수 있지만 제거할 수 없는 미리 설정된 개체에 의해 제약을 받을 수도 있다. 플레이어는 언제든지 공장을 시작하여 과정이 실패할 경우 결함 및 기타 문제를 확인할 수 있으며, 특정 문제를 추적하기 위해 라인을 일시 중지할 수도 있다. 플레이어가 배달 요구 사항을 성공적으로 충족하는 조립 라인을 건설하면 다음 퍼즐로 넘어갈 수 있다. 플레이어의 솔루션은 세 가지 기준에 따라 점수가 매겨진다: 공간 (조립 라인으로 둘러싸인 총 바닥 공간), 사이클 (조립 라인을 시작하고 요구 사항이 충족될 때까지 걸린 시간), 블록 (사용된 비플랫폼 유형 블록의 수). 각 기준에 대한 점수는 전 세계 모든 플레이어의 히스토그램으로 표시되어, 플레이어가 이미 완료된 퍼즐의 솔루션을 개선하고 최적화하도록 장려한다.
이 게임에는 Steam 워크숍 지원이 포함되어 있어, 사용자는 게임의 스토리 모드를 완료한 후 다른 플레이어와 공유할 자신만의 퍼즐 챌린지를 만들 수 있다. 플레이어는 퍼즐을 성공적으로 해결하는 자신만의 공장을 건설할 수 있을 때까지 워크숍에 퍼즐을 제출할 수 없어, 퍼즐이 해결 가능하다는 것을 보장한다.

## 개발
인피니팩토리는 잭트로닉스의 수석 개발자인 잭 바스에 의해 그의 첫 게임인 매뉴팩토이드(Manufactoid)의 3차원 재작업으로 간주된다. 바스는 이 게임이 그리 좋다고 느끼지 않았지만, 플레이어가 화학 분자를 만들기 위해 조작기를 개발하는 인기 게임인 SpaceChem을 포함하여 그가 개발한 다른 게임들의 메커니즘을 설정하는 데 도움이 되었다. 바스는 직접적인 후속작을 만들지 않고 SpaceChem과 동일한 메커니즘을 가진 게임을 개발하고 싶었고, 원래의 매뉴팩토이드 아이디어로 돌아와 이를 기반으로 게임을 만들었다. 또한, 이 게임은 바스가 자신의 게임인 인피니마이너를 위해 개발한 블록 메커니즘 접근 방식을 기반으로 하며, 인피니마이너는 마인크래프트와 같은 다른 많은 블록 건설 게임의 기초가 되었다. 마인크래프트의 성공으로 바스는 블록 건설 메커니즘을 기반으로 한 퍼즐 게임이 게임의 기본을 쉽게 이해할 수 있게 할 것이라는 것을 깨달았다. 바스는 또한 아이언클래드 택틱스 출시 후 퍼즐 게임 장르로 돌아오라는 팬들의 제안을 받았다.
인피니팩토리와 다른 블록 건설 게임의 중요한 차이점은 다른 블록 구조에서 분리될 때 블록이 떨어지도록 지원 블록이 통합되어 있다는 점이다. 이는 3D 컨베이어 벨트 시스템의 메커니즘이 그들이 구상한 게임에 맞게 올바르게 작동하도록 하는 데 필요했다.
게임 내에서 픽셀 스타일의 글리프 블록으로 나타나는 외계 "언어"는 바스가 게임을 위해 만든 완전히 가짜 언어이다. 글리프는 5x5 픽셀 블록의 아이디어를 시각적 규칙을 사용하여 구상한 것으로, 다른 실제 그림 문자 알파벳에서 흔히 볼 수 있는 규칙을 따랐으며, 구두점의 개념도 포함되었다. 이는 모든 것을 큐브로 만드는 외계 종족에 적합하다고 생각했다. 바스는 이 글리프들을 게임에 배치할 때 일관성을 유지하며, 오버로드(Overlord)라고 명명한 제한된 글꼴 세트를 사용했지만, 그 외에는 의도된 의미가 없었다. 바스는 이 글리프 알파벳을 시연하는 작은 대체 현실 게임을 운영했지만, 의도적으로 아무 의미도 없게 하여 플레이어들이 결과에 대해 혼란스러워하도록 했다.
게임 음악은 매튜 번스가 작곡했으며, 퍼즐을 푸는 플레이어에게 추가적인 압력을 가하지 않으면서 앰비언트 음악으로 잘 작동할 수 있는 비교적 낮은 분당 비트를 사용하는 트랙을 제작하는 것을 목표로 했다.
이 게임은 2015년 1월 19일 스팀 얼리 액세스로 출시되었다. 바스는 다른 게임들의 얼리 액세스 출시 문제를 고려하여 신중했다. 아이언클래드 택틱스에서 사용했던 개발 프로세스(게임의 첫 번째 최종 버전을 대중에게 공개한 후, 비판적인 피드백으로 인해 게임의 일부를 개선해야 한다는 것을 발견한)를 기반으로, 바스는 얼리 액세스를 사용하여 거의 완성된 버전의 게임을 대중에게 공개할 계획이었다. 거기서부터, 그들은 피드백을 사용하여 일부 게임 플레이 메커니즘을 개선하고 정식 출시 전에 더 많은 퍼즐과 콘텐츠를 개발하여 제품이 완성된 것처럼 보이게 할 계획이었다. 바스는 이러한 접근 방식을 "살아있는 게임"에 비유했는데, 플레이어가 언제 게임을 구매하든 완전히 완성된 게임을 얻을 수 있지만, 초기 단계에 구매함으로써 추가 콘텐츠 및 기타 개선 사항 개발에 기여할 수 있다고 설명했다. 바스는 자신의 접근 방식을 커벌 스페이스 프로그램, 드워프 포트리스, 마인크래프트에서 사용된 것과 유사하다고 생각했다. 얼리 액세스 기간 동안, 플레이어들은 각 퍼즐을 마친 후 난이도와 재미에 대한 생각을 묻는 짧은 설문 조사를 받았다. 이 응답은 게임의 최종 버전에 포함될 퍼즐을 조정하는 데 사용되었다. 얼리 액세스 기간은 또한 게임의 메인 엔진이 완성된 후 게임의 스토리 요소를 어느 정도까지 개발할지 결정하는 데 사용되었다. 아이언클래드 택틱스는 많은 양의 내부 스토리를 가지고 있었는데, 이를 개발하는 데 상당한 시간과 노력이 들었지만, 바스는 플레이어들이 스토리에 긍정적으로 반응하지 않는다는 것을 발견했다. 따라서 인피니팩토리의 경우, 바스는 스팀 얼리 액세스로 출시할 최소한의 스토리를 선택하고, 더 많은 스토리를 추가해야 하는지 여부를 결정하기 위해 피드백을 사용했다. 이 게임은 얼리 액세스를 벗어나 2015년 6월 30일에 정식 출시되었으며, 플레이스테이션 4 버전은 2015년 12월 22일에 출시되었다.

## 평가
인피니팩토리는 얼리 액세스 기간 동안 좋은 평가를 받았다. 평론가들은 이 게임을 SpaceChem과 긍정적으로 비교하며, 인피니팩토리가 3차원이라는 점과 마인크래프트와 같은 게임을 모방한 직관적인 건설 방식이 게임의 접근성을 높이는 데 도움이 된다고 언급했다. 이들은 또한 초기 액세스 단계에서도 게임의 품질이 높다고 평가했다. 바스의 인피니팩토리 접근 방식은 얼리 액세스를 효과적으로 사용하는 강력한 예시로 평가받았다.
인피니팩토리는 2016년 인디펜던트 게임 페스티벌에서 디자인 우수성 부문 후보에 올랐다.